# Брюмбель
Брюмбель (рос. Брюмбель) — присілок у Кінгісеппському районі Ленінградської області Російської Федерації.
Населення становить 60 осіб. Належить до муніципального утворення Опольєвське сільське поселення.

## Історія
Відповідно до закону від 28 жовтня 2004 року № 81-оз, присілок входить до складу муніципального утворення Опольєвське сільське поселення.

## Населення
| 2007 | 2010 | 2017 |
| ---- | ---- | ---- |
| 28   | ↗32  | ↗60  |